# Östanbäck
Östanbäck is een plaats in de gemeente Skellefteå in het landschap Västerbotten en de provincie Västerbottens län in Zweden. De plaats heeft 126 inwoners (2005) en een oppervlakte van 30 hectare. De plaats ligt aan een riviertje, dat vlak bij de plaats uitmondt in het Ostviksfjärden een baai van de Botnische Golf.